# Vattenpolo vid medelhavsspelen 2001
Vattenpoloturneringen vid medelhavsspelen 2001 avgjordes i Tunis i Tunisien. Endast herrarnas vattenpoloturnering genomfördes. I turneringen tävlade åtta lag: Spanien, Italien, Frankrike, Förbundsrepubliken Jugoslavien, Kroatien, Slovenien, Grekland och Tunisien.

## Medaljsummering
| Gren                          | Guld | Silver | Brons |
| Herrarnas vattenpoloturnering | Spanien Ramón Díaz David Martín Daniel Cercols Ángel Andreo Daniel Ballart Guillermo Molina Marcos Polos Xavier García Carles Sans Xavier Vallès Sergi Pedrerol Iván Pérez Jesús Rollán | Italien Alberto Angelini Andrea Mangiante Bogdan Rath Antonio Vittorioso Stefano Tempesti Leonardo Sottani Maurizio Felugo Fabrizio Buonocore Alessandro Calcaterra Roberto Calcaterra Fabio Bencivenga Leonardo Binchi Fabio Violetti | Frankrike Mathieu Dierstein Frédéric Audon Aurélien Cousin Jean-Baptiste Favry Yann Clay Benoît Bry Mathieu Peisson Vincent De Nardi Emmanuel Ducher Olivier Chandieu Tibor Varga Christophe Augier Oleg Pouzankov |

## Placeringar
| \| Pl. \| Lag[2] \| \| --- \| ------------------------------ \| \| \| Spanien \| \| \| Italien \| \| \| Frankrike \| \| 4. \| Förbundsrepubliken Jugoslavien \| \| 5. \| Kroatien \| \| 6. \| Slovenien \| \| 7. \| Grekland \| \| 8. \| Tunisien \| \| 9. \| Turkiet \| |                                |
| Pl. | Lag                            |
| | Spanien                        |
| | Italien                        |
| | Frankrike                      |
| 4. | Förbundsrepubliken Jugoslavien |
| 5. | Kroatien                       |
| 6. | Slovenien                      |
| 7. | Grekland                       |
| 8. | Tunisien                       |
| 9. | Turkiet                        |